# قاسم أباد لك لك (جلغة)
قاسم أباد لك لك (بالفارسية: قاسم‌آباد لک‌لک) هي قرية تقع في إيران في قسم جلغة الريفي. يقدر عدد سكانها بـ 701 نسمة .